# Super Ligue 2023-2024 (Niger)
La Super Ligue 2023-2024 è la 54ª edizione della massima divisione del campionato nigerino di calcio. Il campionato è iniziato il 19 novembre 2023 ed terminerà 10 luglio 2024.
IlGNN è la squadra campione in carica, avendo vinto il suo quinto titolo nazionale nella stagione precedente.

## Stagione

### Formula
Le 16 squadre partecipanti giocano un girone all'italiana con partite di andata e ritorno, per un totale di 30 giornate. Al termine della stagione, la prima classificata è campione del Gambia e si qualifica per la CAF Champions League 2024-2025, mentre la seconda classificata si qualifica per la Coppa della Confederazione CAF 2024-2025. Le ultime due classificate vengono invece retrocesse in seconda divisione.

## Classifica
|                  | Pos. | Squadra        | Pt | G  | V  | N  | P  | GF | GS | DR  |
| ---------------- | ---- | -------------- | -- | -- | -- | -- | -- | -- | -- | --- |
| Niger (bandiera) | 1.   | GNN            | 73 | 32 | 22 | 7  | 3  | 65 | 17 | +48 |
|                  | 2.   | ASFAN          | 70 | 32 | 21 | 7  | 4  | 47 | 18 | +29 |
|                  | 3.   | Nigelec        | 61 | 32 | 17 | 10 | 5  | 36 | 19 | +17 |
|                  | 4.   | Douanes Niamey | 54 | 32 | 15 | 9  | 8  | 35 | 21 | +14 |
|                  | 5.   | US GN          | 50 | 32 | 12 | 14 | 6  | 40 | 31 | +9  |
|                  | 6.   | Sahel S.C.     | 45 | 32 | 11 | 12 | 9  | 34 | 35 | -1  |
|                  | 7.   | AS Police      | 42 | 32 | 10 | 12 | 10 | 27 | 23 | 4   |
|                  | 8.   | Urana          | 39 | 32 | 8  | 15 | 9  | 28 | 28 | 0   |
|                  | 9.   | Jangorzo       | 37 | 32 | 8  | 13 | 11 | 32 | 38 | -6  |
|                  | 10.  | Renaissance    | 36 | 32 | 9  | 9  | 14 | 21 | 38 | -17 |
|                  | 11.  | Olympic Niamey | 35 | 32 | 7  | 14 | 11 | 28 | 32 | -4  |
|                  | 12.  | Espoir         | 33 | 32 | 8  | 9  | 15 | 19 | 34 | -15 |
|                  | 13.  | Tahoua         | 33 | 32 | 8  | 9  | 15 | 37 | 51 | -14 |
|                  | 14.  | Liberté        | 31 | 32 | 4  | 19 | 9  | 26 | 36 | -10 |
|                  | 15.  | Zumunta        | 30 | 32 | 6  | 12 | 14 | 24 | 36 | -12 |
|                  | 16.  | Tagour         | 29 | 32 | 7  | 8  | 17 | 19 | 38 | -19 |
|                  | 17.  | Akokana        | 24 | 32 | 5  | 9  | 18 | 23 | 46 | -23 |

Legenda
      Campione del Niger e ammessa alla CAF Champions League 2024-2025.
      Ammessa alla Coppa della Confederazione CAF 2024-2025.
      Retrocessa in Seconda divisione 2024-2025.
Note:
Tre punti a vittoria, uno a pareggio, zero a sconfitta.